# 東城利哉
東城 利哉（Tojo Toshiya）こと、トシ（Toshi、1984年9月22日 - ）は、日本の東京都板橋区出身のサッカー選手。カンピオナート・カリオカ・フリブルゲンセAC所属。ポジションはフォワード。
G.D. ヴィトリア・デ・セルナシュに在籍している東城翔也は実弟。

## 経歴
高校時は川崎フロンターレU-12でプレーし、卒業後にブラジルへ行き、19歳でリオ州1部全国選手権4部のフリブルゲンセACとプロ契約を結んだ。

## 所属クラブ
- 2011年 - 2012年  川崎フロンターレU-12
- 2012年 - 2014年  フリブルゲンセAC
- 2014年 - 2017年  アヴァイFC
- 2018年   エスポルテ クラブ インテルナシオナル (SC)
- 2018年  フリブルゲンセAC
- 2019年 - 2020年  ポルトゥゲーザ
  - 2019年 - 2020年  フリブルゲンセAC (loan)
- 2020年  ポルトゥゲーザ・ダ・イーリャ
- 2021年 -  フリブルゲンセAC